# Бабаян, Аракси Товмасовна
Аракси́ Товма́совна Бабая́н (арм. Բաբայան Արաքսի Թովմասի, 5 мая 1906, Ереван — 13 февраля 1993, Ереван) — советский и армянский химик-органик. Заслуженный деятель науки и техники Армянской ССР (1961), академик Академии наук Армянской ССР (1968, член-корреспондент с 1956).

## Биография
Аракси Товмасовна Бабаян родилась 5 мая 1906 года в Ереване.
В 1928 году окончила сельскохозяйственный факультет Ереванского государственного университета, а в 1937 году окончила химический факультет Ереванского политехнического института.
В 1928—1958 годах работала в Ереванском ветеринарном институте (позднее — Ереванский зооветеринарный институт). В 1939 году предложила способ синтеза ацетиленовых у-гликолей (реакция Фаворского-Бабаян). Изучила щелочное и термическое расщепление аммониевых солей. С 1945 года — профессор.
В 1953 году открыла каталитическое действие солей аммония при алкилировании {\displaystyle {\ce {C^-}}}, {\displaystyle {\ce {N^-}}}, {\displaystyle {\ce {O^-}}} и {\displaystyle {\ce {SH^-}}} кислот галогеналкилами в водно-щелочной среде. Открыла три новые реакции:
- дегидрохлорирования — расщепления четвертичных солей аммония,
- перегруппировки — расщепления (внутримолекулярное С-алкилирование при нуклеофильном замещении),
- циклизации — расщепления (внутримолекулярный диеновый синтез).

С 1935 года сотрудник Химического института Армянского филиала АН СССР (с 1957 года Институт органической химии Академии наук Армянской ССР).
В 1942—1955 годах — заведующий кафедрой химии Ереванского медицинского университета. В 1949—1953 годах заместитель директора по науке, в 1955—1957 годах — заведующий сектором органической химии, с 1957 года заведующий лабораторией аминосоединений. В 1956 году ибрана членом-корреспондентом Академии наук Армянской ССР. В 1961 году Аракси Бабаян присвоено звание Заслуженного деятеля науки и техники Армянской ССР. В 1968 году избрана академиком Академии наук Армянской ССР.
Депутат Верховного Совета Армянской ССР II—IV созывов. В 1976—1983 годах — ответственный редактор «Армянского химического журнала».
Аракси Товмасовна Бабаян скончалась 13 февраля 1993 года в Ереване.

## Награды
- Орден Трудового Красного Знамени (7.03.1960) — в ознаменование 50-летия Международного женского дня и отмечая активное участие женщин Советского Союза в коммунистическом строительстве и их заслуги перед Советским государством по воспитанию молодого поколения, за достижение высоких показателей в труде и плодотворную общественную деятельность
- Орден Дружбы народов (13.05.1976) — за заслуги в развитии химической науки и в связи с семидесятилетием со дня рождения
- Орден «Знак Почёта» (27.04.1967) — за достигнутые успехи в развитии советской науки и внедрении научных достижений в народное хозяйство[1]
- Заслуженный деятель науки и техники Армянской ССР (1961).